# Elias Wessén
Elias Wessén (n. Linderås , Suécia, 1889 - m. Estocolmo , Suécia, 1981) foi um linguista da Suécia. 

Foi professor de Línguas Nórdicas na Universidade de Estocolmo e membro da Academia Sueca.

Tomou a iniciativa para a criação do Svenska Språknämnden em 1944. 

## Academia Sueca
Elias Wessén ocupou a cadeira 16 da Academia Sueca, de 1947 a 1981.